# Guillaume d'Urach
Guillaume (Wilhelm) Charles Florestan Géro Crescence d'Urach, comte de Wurtemberg, duc d'Urach, né le 3 mars 1864 à Monaco et mort le 24 mars 1928 à Rapallo (Italie), est le second duc d'Urach, branche familiale issue de la maison de Wurtemberg.
Guillaume d'Urach est également un éphémère roi de Lituanie en 1918 sous le nom de Mindaugas II.

## Biographie

### Famille

Guillaume de Wurtemberg (futur Mindaugas II), sa première épouse, Amélie en Bavière et leurs enfants (1908).

Guillaume d'Urach, né au palais princier de Monaco le 3 mars 1864, est le fils de Frédéric de Wurtemberg-Urach, premier duc d’Urach (1810-1869), auquel il succède en qualité de 2e duc d'Urach et comme chef de famille en 1869, et de Florestine de Monaco (1833-1897),.
Le deuxième duc d’Urach est général de cavalerie en congé de l'armée wurtembergeoise. Le royaume de Wurtemberg, tout en étant membre de l’Empire allemand, possédait une armée en propre. Il est également chevalier de l’ordre de l'Aigle noir, chevalier de l’ordre souverain de Malte.
Guillaume d'Urach se marie le 4 juillet 1892 à Tegernsee, avec Amélie Marie en Bavière (1865-1912) (fille de Charles-Théodore en Bavière et de Sophie de Saxe), nièce de l'impératrice d'Autriche (Sissi) et de la duchesse d'Alençon.
Amélie Marie en Bavière et Guillaume d'Urach ont neuf enfants portant les titres de prince(sse) d'Urach et de comte(sse) de Wurtemberg :
- Maria-Gabriele d'Urach (Stuttgart 22 juin 1893 - Stuttgart 19 mars 1908) ;
- Élisabeth d'Urach (de) (château de Lichtenstein 23 août 1894 - château de Frauenthal 13 octobre 1962), en 1921, elle épouse Karl de Liechtenstein (1878-1955) (fils d'Alfred de Liechtenstein et d'Henriette de Liechtenstein), dont quatre enfants ;
- Karola d'Urach (Stuttgart 6 juin 1896 - Tübingen-Lustnau 26 mars 1980), célibataire ;
- Guillaume d'Urach (de) (Stuttgart 27 septembre 1897 - Munich 8 août 1957), en 1928, il épouse Élisabeth Theurer (1899-1988), dont deux filles ;
- Karl Gero d'Urach (château de Lichtenstein 19 août 1899 - château de Lichtenstein 15 août 1981), 3e duc d'Urach en succession de son père. En 1940, il épouse Gabriele von Waldburg zu Zeil und Trauchburg (1910-2005), sans postérité ;
- Margarete d'Urach (château de Lichtenstein 4 septembre 1901 - Tübingen-Lustnau 28 janvier 1975), célibataire ;
- Albert d'Urach (de) (Hanau 18 octobre 1903 - Stuttgart 11 décembre 1969), attaché de presse, en 1931, il épouse Rosemary Blackadder (1901-1975), dont il divorce en 1943, dont une fille, puis en 1943 il épouse Ute Waldschmidt (1922-1984), dont il divorce en 1960, dont deux enfants ;
- Eberhard d'Urach, (Stuttgart 24 janvier 1907 - Tutzing 29 août 1969), il épouse en 1948 Iniga de Tour et Taxis (1925-2008), dont cinq enfants ;
- Mathilde d'Urach (Stuttgart 4 mai 1912 - Waldenburg 11 mars 2001), en 1932, elle épouse Frédéric-Charles III de Hohenlohe-Waldenbourg-Schillingsfürst (de) (1908-1982), dont cinq enfants.

Veuf depuis 1912, Guillaume d'Urach se remarie le 26 novembre 1924 à Munich avec Wiltrud de Bavière (1884-1975), fille du roi (1913-1918) Louis III de Bavière (1845-1921), sans postérité. Le 24 mars 1928, Guillaume d'Urach meurt, à l'âge de 64 ans, à Rapallo en Ligurie.

### Roi d'une saison
Durant la Première Guerre mondiale, l'Empire allemand et ses alliés remportent de nombreuses victoires et occupent de larges territoires de l'Empire russe dont la Lituanie.
Le 11 décembre 1917, le Conseil national lituanien proclame l’indépendance d'une « Lithuanie » (on écrivait encore ainsi le nom de ce pays à l’époque en français) sous occupation allemande. Par le traité de Brest-Litovsk signé le 3 mars 1918, la Russie (devenue bolchevique depuis la révolution d'Octobre) renonce, entre autres, aux Pays baltes.
Le 4 juin 1918, la Taryba (Conseil de Lituanie), sur les conseils de Matthias Erzberger, élit au trône de Lituanie Guillaume, 2e duc d’Urach. Celui-ci présente les avantages d’être catholique (religion dominante en Lituanie), de ne pas être un Hohenzollern, la famille de l’empereur allemand Guillaume II, et d’avoir poursuivi une brillante carrière militaire.
La dévolution du trône à un prince allemand laissait espérer aux représentants lituaniens non seulement que l’Allemagne déploierait des troupes en Lituanie en cas d’intrusion russe ou soviétique, mais aussi l'absence d'union personnelle entre leur royaume et le royaume de Prusse ou de Saxe. La dévolution de la couronne à Guillaume d’Urach ne fait pas l’unanimité. Non seulement, les quatre membres socialistes de la Taryba sont opposés à cette élection, mais aussi le chancelier allemand, partisan d'une union personnelle entre le royaume et la Prusse ou la Saxe.
Le 9 juillet 1918, Guillaume d'Urach, 2e duc d'Urach et comte de Wurtemberg, est donc proclamé roi de Lituanie sous le nom de Mindaugas II, en souvenir d'un premier Mindaugas qui régna sur la Lituanie au XIIIe siècle. Le kaiser Guillaume II pensait avoir en ce nouveau roi (anciennement son sujet), une marionnette à diriger.
Guillaume d'Urach ne fut cependant jamais couronné et le 1er novembre 1918, le Conseil de Lituanie, après avoir reporté la date de son couronnement, revient finalement sur sa décision et, appuyé par les autorités allemandes (dont le duc d'Urach dépendait en tant que sujet allemand), invalide son élection de manière définitive.
Guillaume d'Urach ne se rend jamais en Lituanie et le 2 novembre 1918, devant la défaite militaire imminente de l’Allemagne, la Lituanie proclame la république. Le 5 novembre, un cabinet est constitué, sous l'autorité d'Augustinas Voldemaras.

### Héritier légitime de Monaco
Guillaume d'Urach (fils de Florestine de Monaco elle-même fille du prince souverain Florestan Ier de Monaco) occupait le 2e rang dans l'ordre successoral du trône princier de Monaco, lorsque le prince héréditaire, futur prince souverain Louis II de Monaco, avec l'aide intéressée de la France, « adopte » en 1919 sa fille naturelle Charlotte de Monaco pour la rendre dynaste. Ce sont des descendants de Charlotte de Monaco qui règnent à Monaco depuis 1949.
Comprenant que la France n'acceptera jamais qu'un Allemand monte sur le trône de Monaco, Guillaume d'Urach renonce à ses droits de succession à ce trône le 4 octobre 1924. Toutefois, le prince Albert Ier de Monaco, sur le conseil du parlement monégasque et avec l'accord des autorités françaises (dans le cadre du protectorat), était libre de modifier officiellement, et valablement, les règles de succession au trône monégasque (y inscrivant le droit de succession par adoption), comme son arrière-petit-fils Rainier III le fera par la suite lui aussi, et de ce fait, toute revendication, même officielle, d'un membre éloigné de la maison Grimaldi, ne pouvait être valable.

## Honneurs
Guillaume d'Urach est :
- Chevalier de l'ordre de la Couronne de Wurtemberg.
- Chevalier de l'ordre de Saint-Hubert (Bavière).
- Chevalier de l'ordre de l'Aigle noir (Prusse).
- Bailli grand-croix d'honneur et de dévotion de l'ordre souverain de Malte.

## Ascendance
Mindaugas II de Lituanie est issu de la lignée morganatique des Wurtemberg-Urach, troisième branche de la maison de Wurtemberg, branche subsistante.

## Titulature
- 1864-1869 : Son Altesse le comte Guillaume de Wurtemberg
- 1869-1928 : Son Altesse sérénissime le duc d'Urach
- 1918-1918 : Sa Majesté le roi de Lituanie